# Прескиль
Прески́ль (дословно — полуостров, фр. Presqu'île) — исторический район в центральной части французского города Лиона. Расположен в междуречье Роны и Соны, от места их слияния до подножия холма Круа-Русс, на территории 1-го и 2-го муниципальных округов.

## История

### Античность
В латинской надписи, обнаруженной в районе улицы Вьей, эта местность названа pagus de Condate (квартал Кондат). Поскольку слово Кондат (означающее слияние рек) является галльским топонимом, лионский историк Амабль Оден сделал из этого вывод, что у подножья холма Круа-Русса в римские времена располагалось галльское поселение. Римский город Лугдун, который со временем превратится в Лион, был основан в 43 году до н. э. на другом берегу Соны — на холме Фурвьер. На полуострове, который вплоть до XVIII века представлял собой остров, располагалось кельтское поселение под названием Канабе (лат. Canabae), здесь находился порт, позволявший доставлять товары по двум рекам, и купеческие склады.
В конце II века, в результате взятия города войсками Септимия Севера, инфраструктура города подвергается разрушению. Жители спускаются с холма и поселяются преимущественно на правом берегу Соны (нынешний район Старый Лион), но некоторые перебираются на другой берег реки и обосновываются в Канабе. В V веке город захватывают бургунды и превращают его в одну из своих столиц. Однако исход жителей продолжается, и к VIII веку город полностью утрачивает своё значение.

### Средние века
Только в эпоху Каролингов, начиная с правления Карла Великого, наступает оживление города. В 1077 году через Сону перебрасывается каменный мост примерно напротив современной площади Шанж на правом берегу и церкви Святого Никиты (Низье) Лионского — на левом. В результате северная часть Прескиля начинает понемногу становиться торговым центром города, в то время как Старый Лион — центром государственной и церковной власти. Заболоченная южная часть Прескиля по-прежнему остаётся сельской.

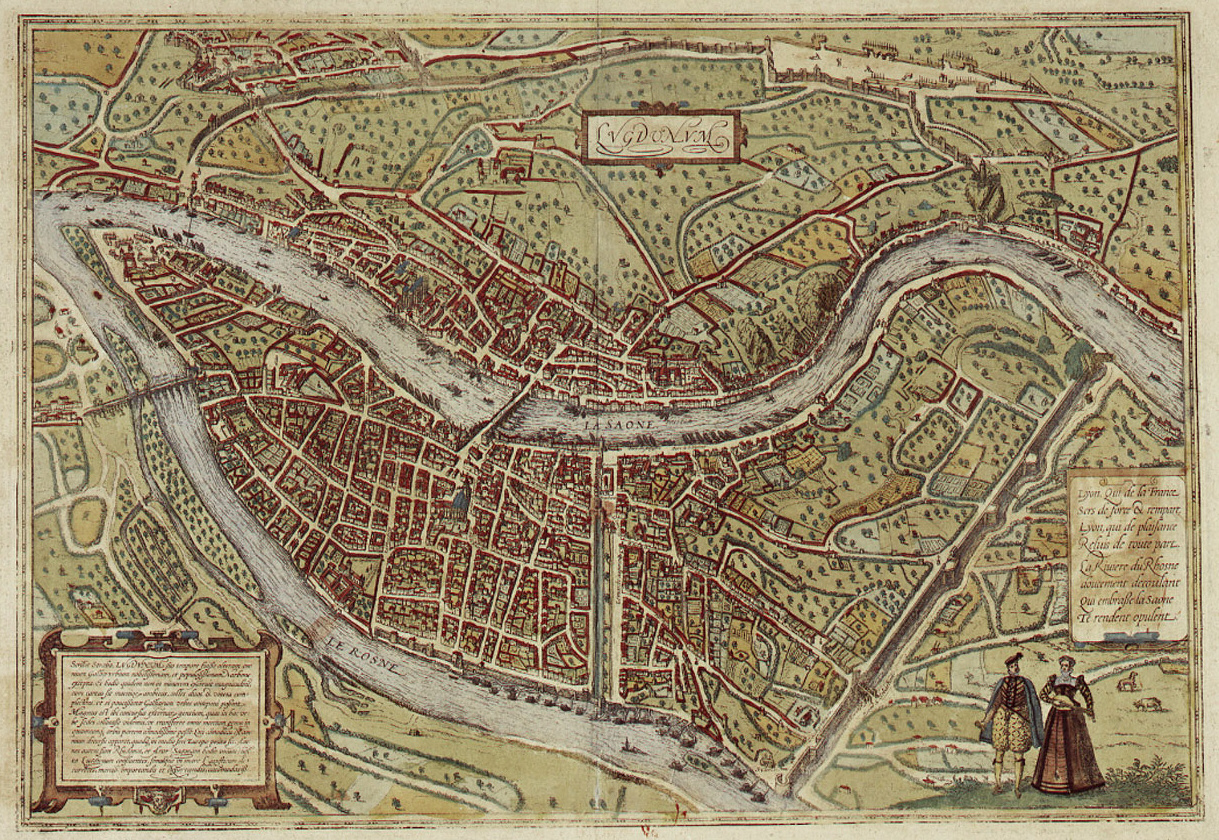
Карта Лиона XVI века. В центре — Прескиль

### Возрождение
В XIII веке через вторую реку — Рону — также перебрасывают мост. С XV века в городе проходят по 4 ярмарки ежегодно, что притягивает большое количество иностранцев — особенно итальянцев, испанцев и немцев. В город приходят новые технологии: в 1473 году Бартелеми Бюйе открывает первую типографию, а к 1500 году их здесь уже около 50. С XVI века город становится центром производства шёлковых тканей — сначала на Прескиле и в квартале Сен-Жорж на противоположном берегу Соны, а позднее — на Круа-Руссе. Предпринимаются первые шаги с целью осушения территории, в районе нынешней площади Терро две реки связывают каналом (сейчас не существует). Район нынешней площади Белькур осушается и превращается в военный плац.
С XVII века Прескиль начинает постепенно застраиваться импозантными зданиями, начиная от стыка с холмом Круа-Русс со стороны Соны и понемногу продвигаясь к югу: появляются многочисленные ренессансные здания на улице Мерсьер, вокруг площадей Жакобен и Терро, расширяется больница Отель-Дьё на берегу Роны.

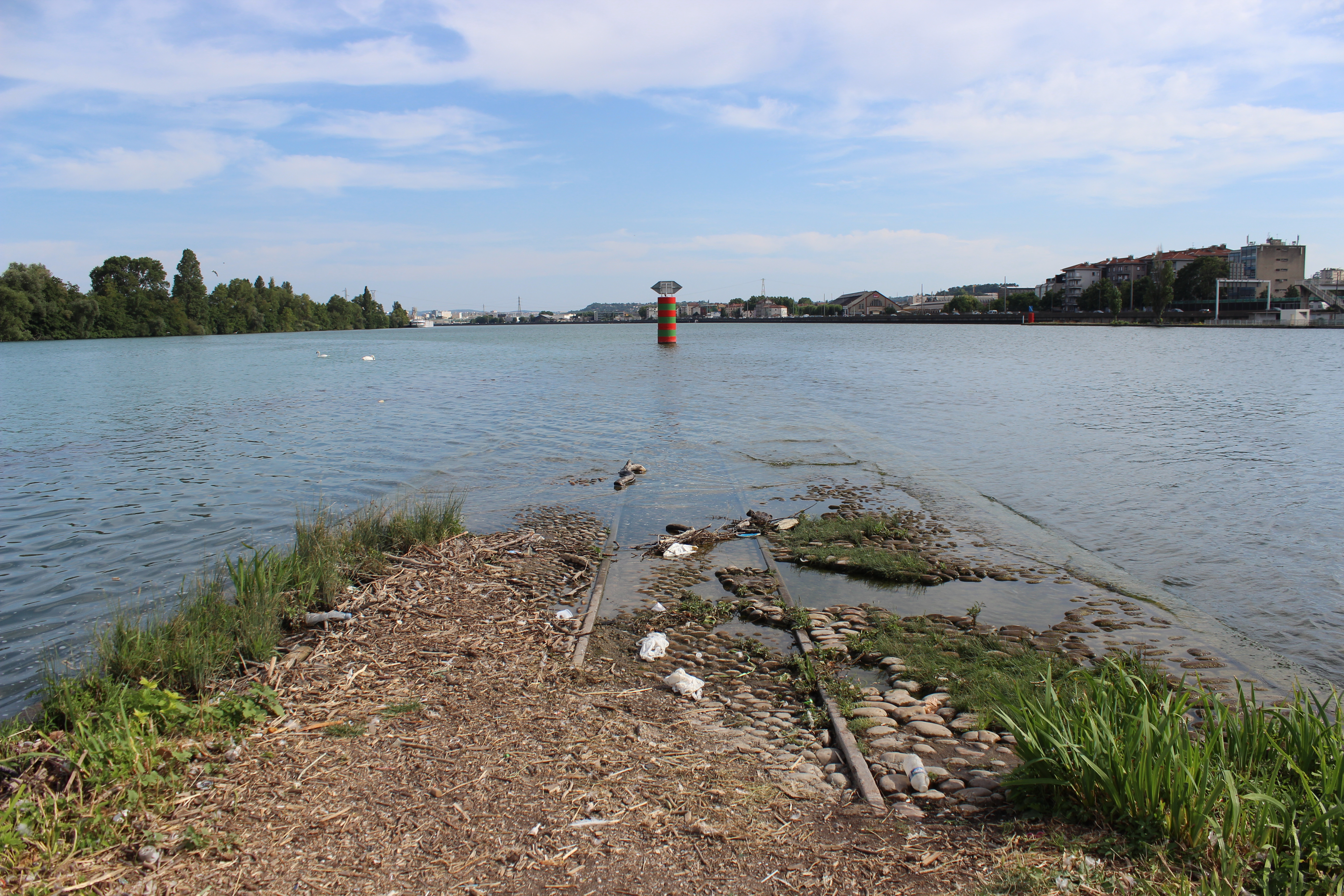
Крайняя южная оконечность Прескиля во время половодья в апреле 2015

### XVIII век
В начале XVIII века территория Прескиля делится на две части: в южной вплоть до Великой французской революции располагается огромное аббатство Эне, возникшее на месте острова Канабе, а северная выполняет функцию торговой части города. Поскольку в Старом Лионе на противоположном берегу Соны крайне мало места для строительства, почти все новостройки появляются на Прескиле. Возводится новое величественное здание больницы Отель-Дьё, вырастают новые кварталы вокруг парадной площади Белькур, застраивается квартал Гроле. При этом Лион, население которого к середине XVIII века составляет 130 000 человек, задыхается в своих границах — три четверти его площади занимают церковные земли. Выдвигаются многочисленные предложения об осушении южной части Прескиля и соединении многочисленных островков в единое целое: сперва с таким проектом выступает придворный архитектор Людовика XIV Жюль Ардуэн-Мансар (1646—1708), через несколько десятилетий — лионский архитектор и механик Гийом-Мари Делорм (1700—1782), но их проекты отвергаются как слишком дорогостоящие. Однако городские власти намерены в перспективе реализовать такой проект и предпринимают для этого некоторые шаги; так, 20 декабря 1735 года они выкупают у владельца остров Монья, который со временем должен будет стать частью полуострова.

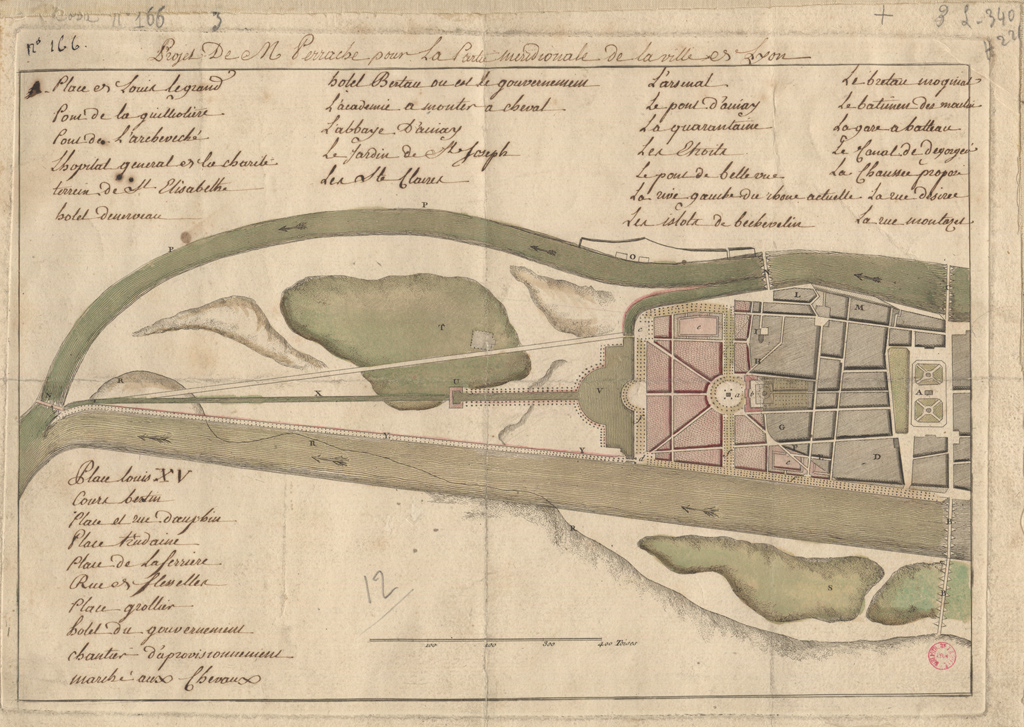
Проект Перраша

Наконец, 9 апреля 1766 года лионский скульптор Антуан-Мишель Перраш выдвигает проект, предусматривающий смещение места слияния Роны и Соны на 2 километра южнее и осушение всей получившейся площади, что позволит удвоить площадь Прескиля. 13 октября 1770 года автор получает согласие городского совета, а ровно через год, 13 октября 1771-го, — соответствующий патент. Однако из-за смерти Перраша в 1779 году компания стала испытывать финансовые трудности и так и не смогла реализовать полностью проект. Управление компанией на какое-то время берёт на себя сестра основателя Анн-Мари, затем в 1782 году — граф Эсперанс де Лоренсен. В 1783 году наводнение сносит уже построенный компанией деревянный мост через Сону. 23 сентября 1784 года граф Лоренсен обращается за помощью к Людовику XVI и передаёт ему право собственности на всю южную оконечность будущего полуострова — примерно от нынешней улицы Рампар д’Эне и станции метро Ампер — Виктор Гюго. Король обязуется выделить 300 000 ливров в течение двух лет на оплату долгов акционеров и строительство каменного моста. Однако сперва очень холодная зима 1788—1789 годов, затем революционные потрясения не позволяют закончить работу. Компания успевает построить только одну набережную, которая сейчас носит имя Перраша. Полностью переустройство междуречья, которое с тех пор называется Прескиль (фр. Presqu'île — полуостров), было завершено лишь к 1841 году.

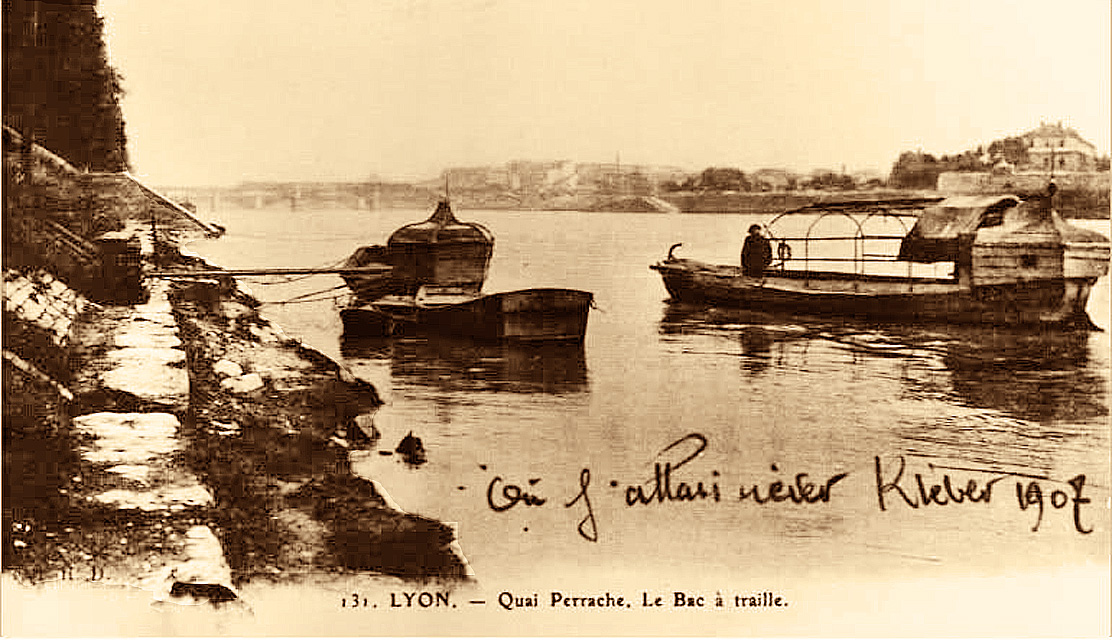
Набережная Перраш в XIX веке

### XIX век
Несмотря на то, что компания Перраша не смогла реализовать полностью свой амбициозный проект (так и не были построены мельницы и речной вокзал), к 1800 году основные работы завершены и новый район появляется на свет. Однако лионцы не спешат переезжать на новые земли, которые по-прежнему остаются нездоровыми. 10 апреля 1805 года Наполеон приезжает в Лион и решает построить на этом месте императорский дворец. 7 августа 1806 года компания Перраша, поражённая безденежьем, бесплатно передаёт императору земли Прескиля. 3 июля 1810 года выходит императорский указ о начале работ, однако скорое падение империи не позволяет им осуществиться — в июле 1815 года на полуострове размещаются части австрийской кавалерии. Ещё десяток лет местность остаётся незастроенной и подвергается регулярным наводнениям. 15 июля 1826 года мэрия во главе с Жаном де Лакруа-Лавалем публикует план дальнейшего использования этих земель, приоритет отдаётся использованию юга полуострова в качестве промышленной зоны. Королевский указ от 7 марта предусматривает строительство железной дороги Лион — Сент-Этьен, 30 октября 1827 года подписывается соглашение с компанией Сеген, по которому ей передаётся 283 000 м2 земли, на которых компания должна построить речной вокзал, железнодорожный вокзал и подъездные пути. Сначала строится временный вокзал в районе нынешней улицы Шарлемань, а в 1853—1856 годах возводится существующее поныне здание вокзала. 1 ноября 1856 года открывается регулярное железнодорожное сообщение между Парижем и Марселем через Лион, дорога занимает 19 часов.

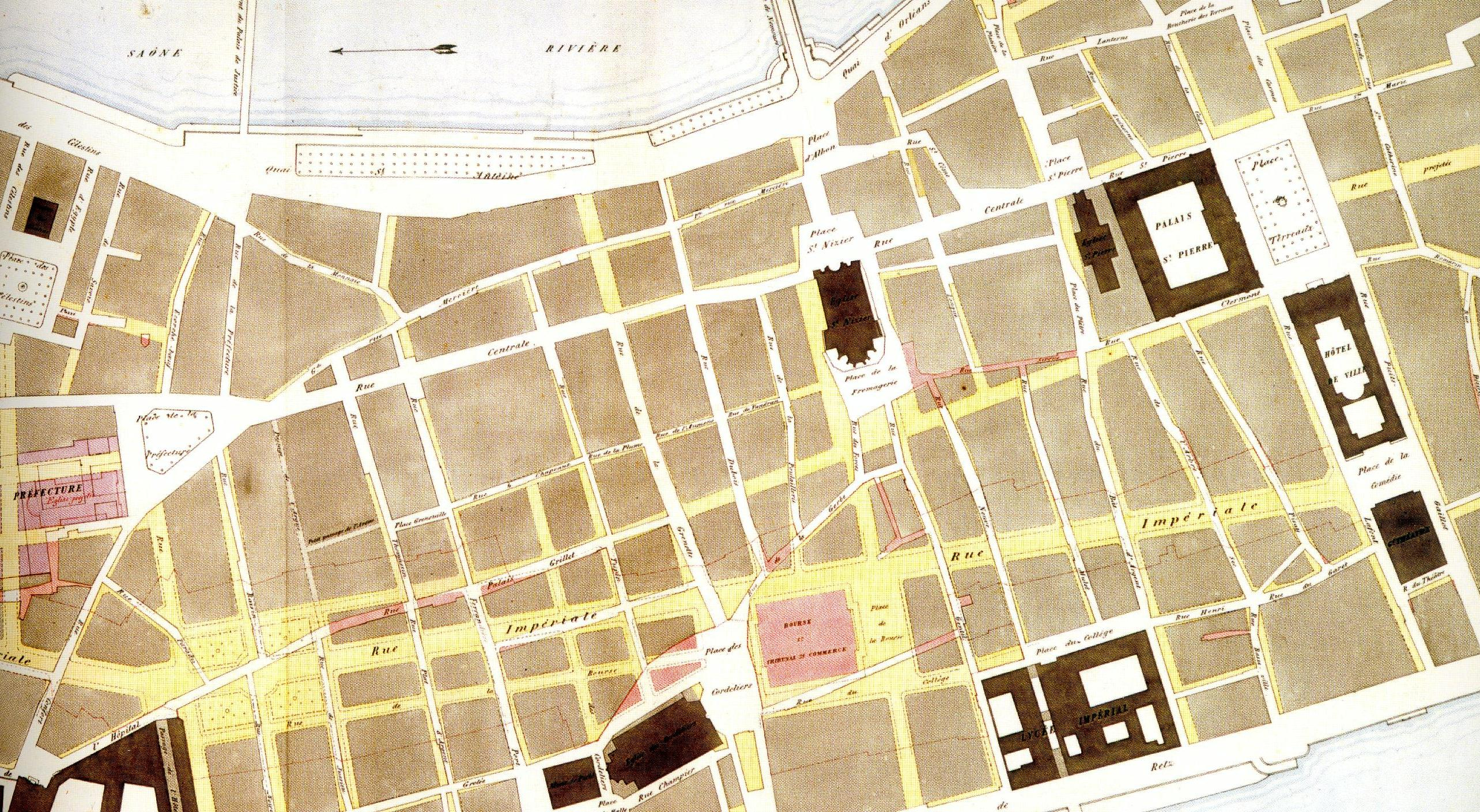
Карта Прескиля 1853

16 июля 1830 года выходит указ, дающий названия улицам Прескиля. В 1836 году в этом квартале обосновывается известная лионская тюрьма Сен-Жозеф. Однако стихия всё ещё даёт о себе знать: вследствие наводнения 1840 года, при котором затоплению подвергся левый берег Соны, были разрушены 231 дом и три моста.
Во время правления Наполеона III благодаря активности мэра Клода-Мариюса Вайсса (1853—1864) Прескиль принимает современный облик. Вайсса называют «лионским Османом» — он превращает средневековые улочки вокруг площадей Белькур и Торо в широкие проспекты (такие, как улица Империаль и Императрис — нынешние Репюблик и Президан-Эдуар-Эррио), застраивая их современными буржуазными кварталами. Центральная часть Прескиля становится самой престижной в городе. Между 1858 и 1865 годами обустраиваются набережные Роны и Соны, которые заодно превращаются в дамбы, защищающие район от постоянных наводнений, последнее из которых случилось в 1856 году, затопив значительную часть Прескиля.

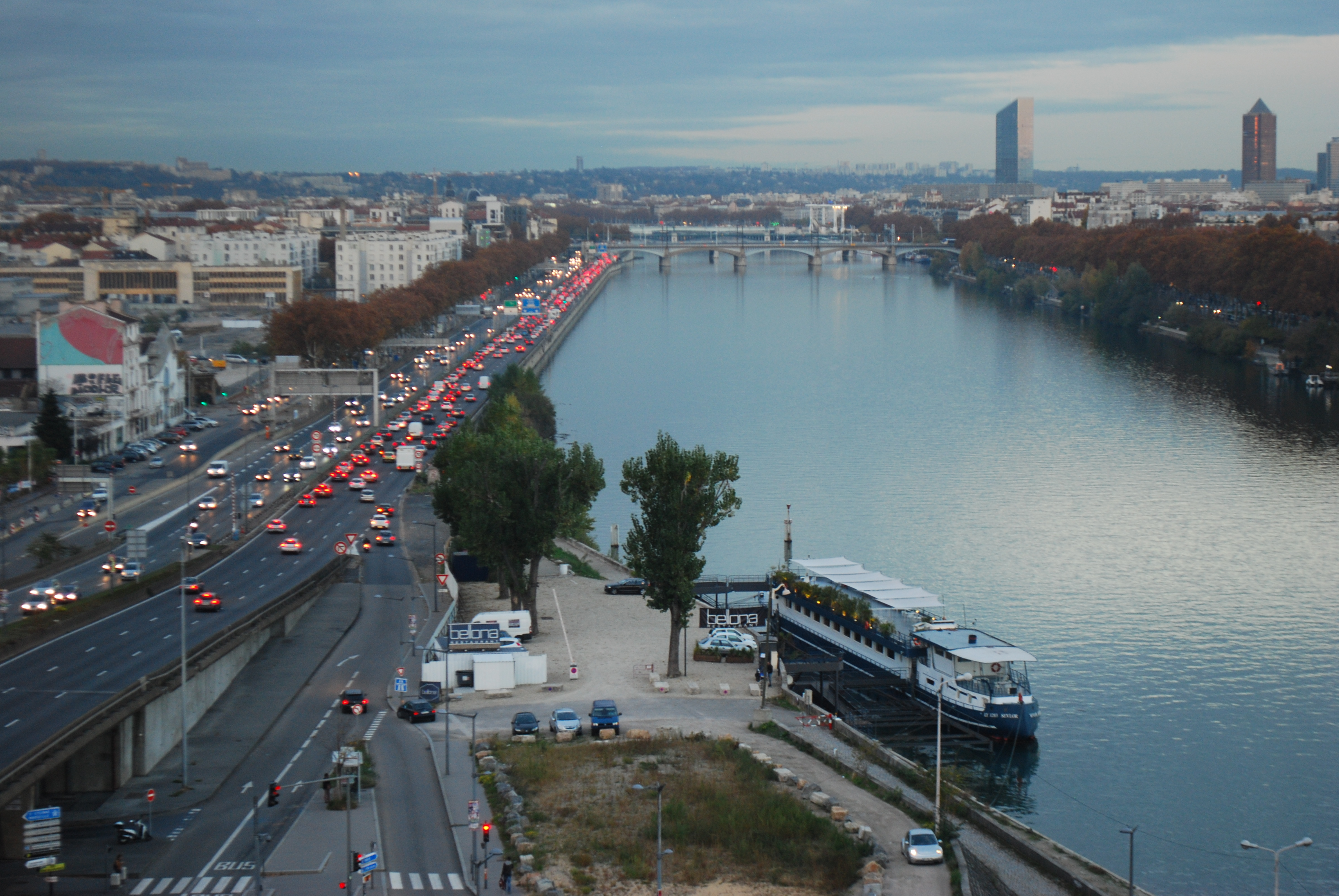
Набережная Перраш в XXI веке

### XX—XXI века
Между 1910 и 1950 годами в районе не происходит глобальных градостроительных перемен. К заметным изменениям можно отнести разве что разрушение старинной больницы Шарите — сейчас на её месте находится площадь Антонен Понсе. C 1960-х годов начинается серьёзная разработка транспортных вопросов Лиона. В 1970-х годах мэр Луи Прадель строит рядом с вокзалом Перраш, в самом центре, большой пересадочный узел. Одновременно с этим под холмом Фурвьер прорубается тоннель, а через центр города проходит транзитная автодорога Париж — Марсель. В то же время в 1978 году запускаются первые 3 линии Лионского метрополитена, при этом линия A проходит от вокзала Перраш на север через весь Прескиль.
7 июля 2011 Комитет всемирного наследия ЮНЕСКО на своей 35-й сессии принимает решение о включении исторической части Лиона, в том числе всего района Прескиль севернее Эне, в список всемирного культурного наследия.
В начале XXI века принимается большой проект по перестройке самой южной оконечности Прескиля — квартала Конфлюанс. Со времён инженера Перраша, создавшего этот квартал в конце XVIII века, он был застроен промышленными и транспортными объектами, а также тюрьмами. Сейчас они выведены за пределы города, а квартал полностью перестраивается в модный район XXI века с жильём, офисами, торговыми и культурными объектами.

## Достопримечательности

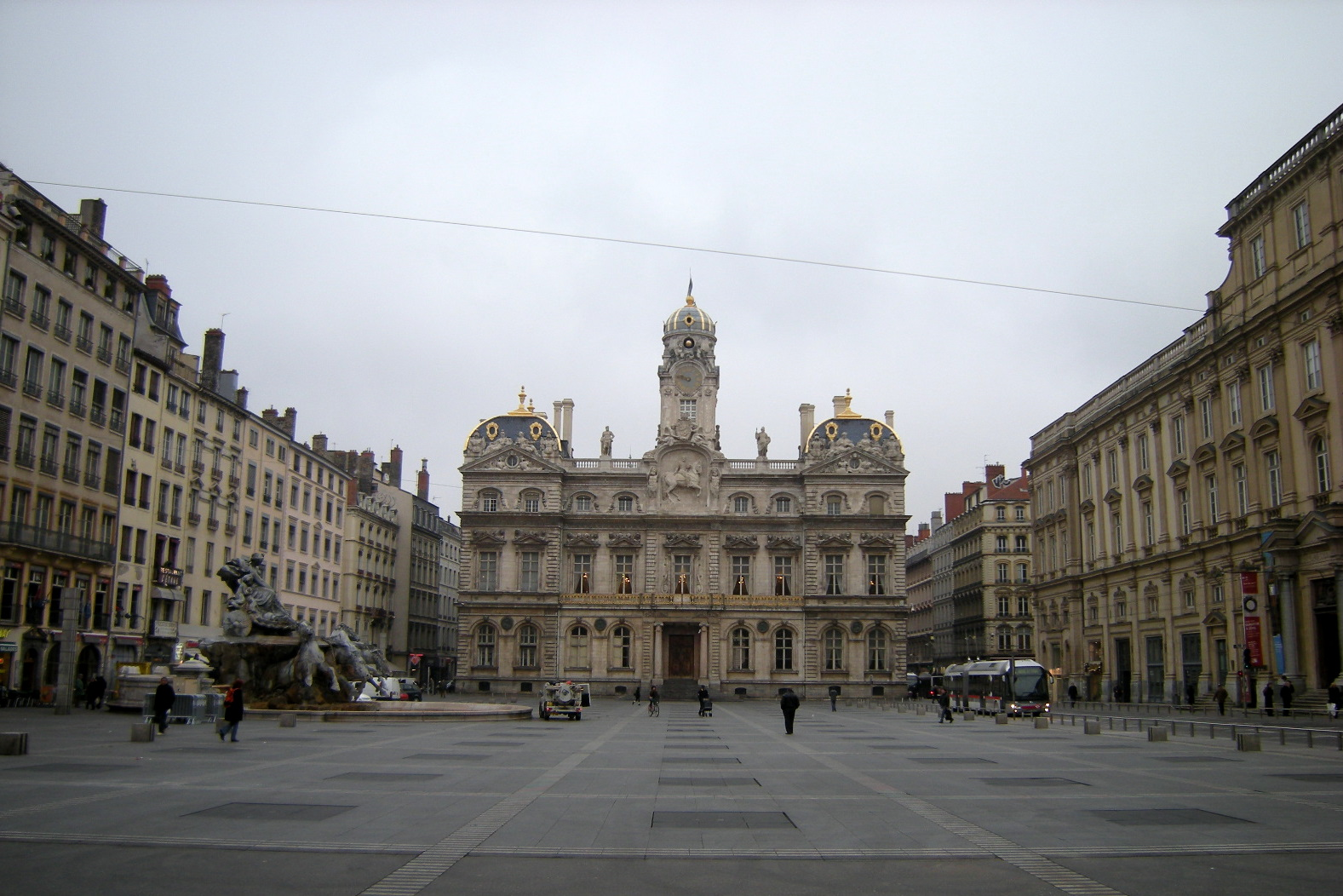
Площадь Терро с фонтаном Бартольди. На заднем плане в центре — отель-де-виль

### Площадь Терро
Площадь Терро (фр. Place des Terreaux), с XVII века расположенная в северной части Прескиля, считается одной из главных площадей Лиона. Название происходит от слова terrain — утрамбованная земля. В течение многих веков на площади проводились казни, поэтому существует поверье, что не стоит проходить через её центр, пересекая то место, где раньше ставили эшафот. В конце XIX века на площади был сооружён фонтан работы Фредерика Огюста Бартольди, автора нью-йоркской Статуи Свободы. Скульптурная композиция изображает женщину, управляющую колесницей, в которую впряжена четвёрка лошадей: фонтан первоначально планировался для Бордо, и женщина символизирует Гаронну (реку, на берегах которой стоит этот город), а лошади — её 4 основных притока. В 1992 году всю площадь превратили в огромный фонтан, проложив под ней трубы, из которых выходят 69 струй воды (69 — цифровой код Лиона и департамента Рона). Однако состояние этого проекта плачевное, его автор Даниэль Бюран в августе 2015 года грозился подать в суд на городские власти Лиона.

### Отель-де-виль
Отель-де-виль (фр. Hôtel de Ville) — этим словосочетанием во Франции именуют не гостиницу, а здание мэрии. Нынешний отель-де-виль представляет собой комплекс из нескольких зданий в стиле дворцов Людовика XIII — с внутренними двориками и даже своей часовней. Он с востока примыкает к площади Терро и занимает целый квартал, будучи ограничен с севера и юга улицами Пюи Гейо и Жозеф Серлен и площадью Комеди — с востока. Мэрия возводилась по благословению короля Людовика XIV на протяжении 26 лет — с 1646 по 1672 год — тремя архитекторами: Симоном Мопеном, Жаком Лемерсье и Жираром Десаргом.

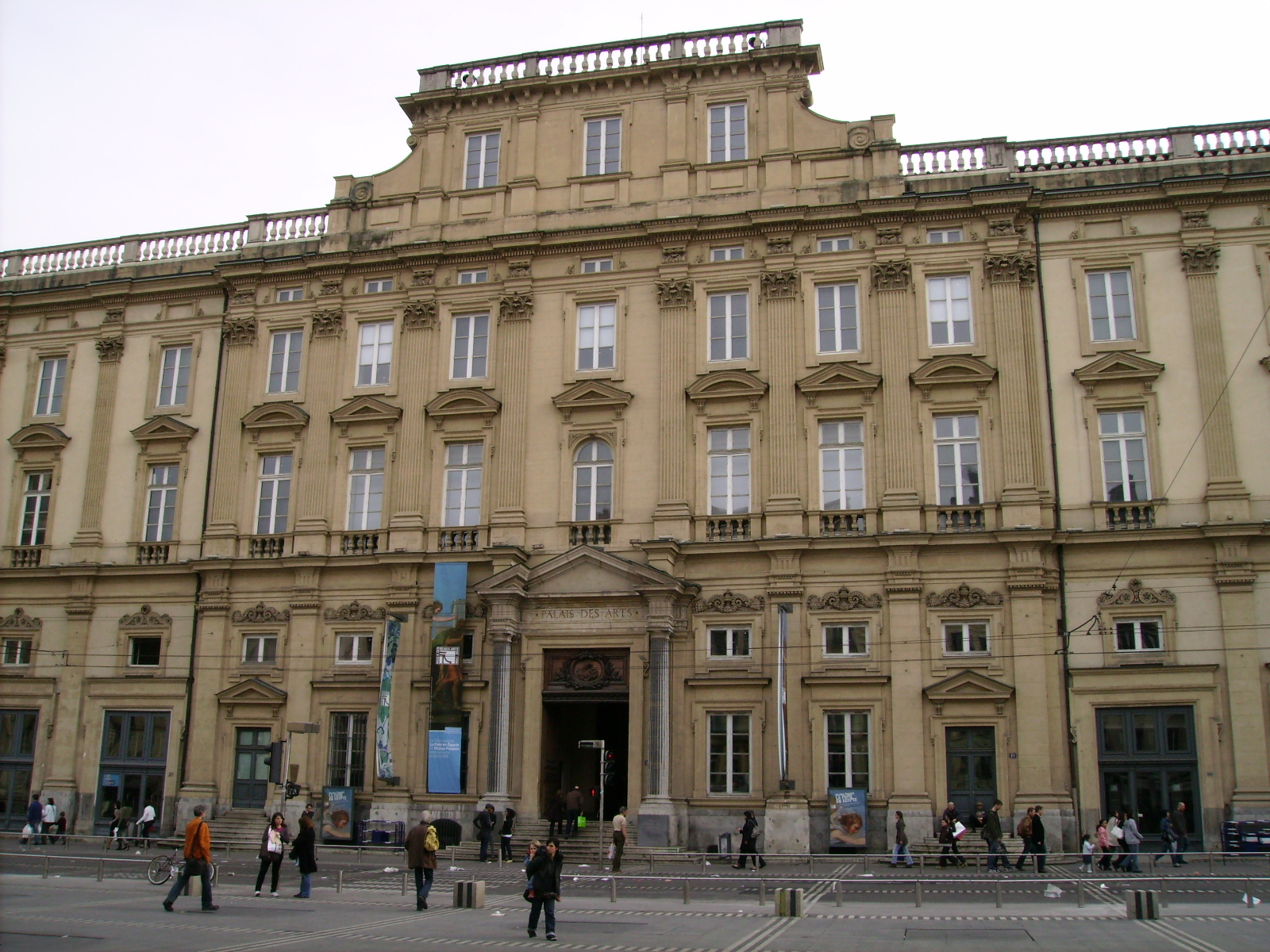
Дворец Сен-Пьер

### Дворец Сен-Пьер
Южная часть площади Терро окаймляется монументальным фасадом дворца Сен-Пьер (фр. Palais Saint-Pierre). Этот дворец интересен с двух точек зрения: как историческое архитектурное сооружение и как вместилище коллекции Лионского музея изобразительных искусств. До Французской революции здание дворца Святого Петра (Сен-Пьер) являлось резиденцией женского монастыря. Дата основания монастыря неизвестна, но некоторые учёные называют V век — во всяком случае, он совершенно точно уже существует в конце VI века, так как упоминается в письме лионского епископа Лейдрада Карлу Великому от 810 года. Строительство нынешнего здания было начато в 1659 году и завершено через несколько десятилетий. В 1792 году монастырь закрыт, здание конфисковано и в нём размещена казарма. С 1801 года дворец занимает Музей изобразительных искусств — крупнейший в Лионе и один из крупнейших во Франции — его площадь составляет 14 500 м2.

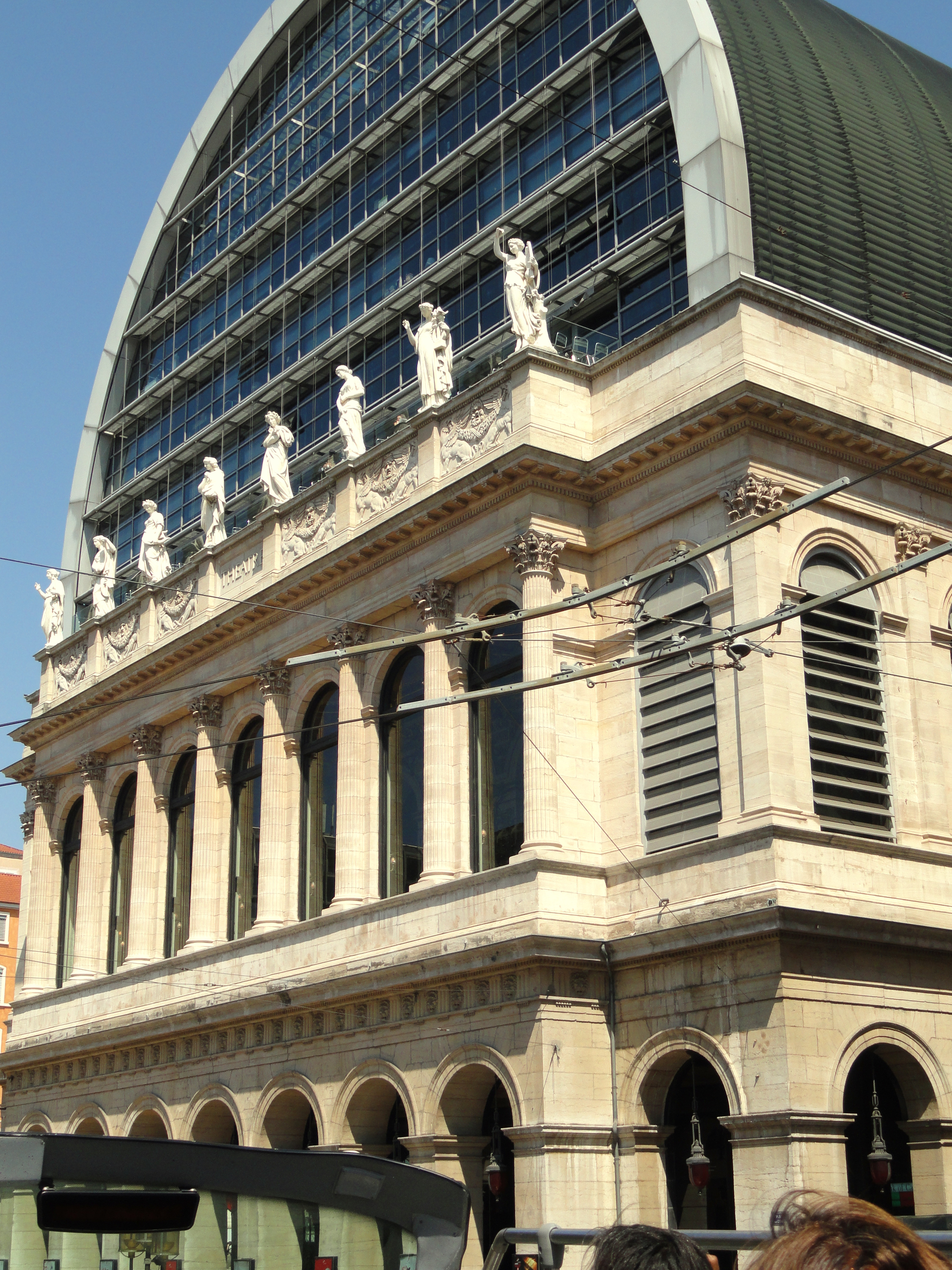
Лионская опера

### Опера
На противоположной стороне площади Комеди от Отель-де-Виля находится здание Лионской оперы (фр. Opéra). После того как в 1687 году в Париже была основана опера, лионцы решили последовать их примеру и также основали свой театр. Однако в течение многих десятилетий у него не было постоянного помещения. Первое здание оперы было построено лишь в 1754—1756 годах по проекту Жака-Жермена Суффло, оно имело овальную форму (такой же формы был зрительный зал на 2000 мест с тремя ярусами лож) и фасад в итальянском стиле. В 1826 году было принято решение перестроить оперу — театр Суффло был снесён, а на его месте к 1831 году возвели новый театр по проекту Антуана-Мари Шенавара и Жана Поле. Это здание имело фасад в стиле классицизма с галереей и аттиком, на котором в 1863 году были установлены скульптуры восьми муз (вместо задуманных Поле девяти). По первоначальному проекту зал театра должен был вмещать 2400 зрителей, однако в окончательном виде вмещал лишь 1800. В 1989—1993 годах здание было вновь перестроено — на этот раз по проекту Жана Нувеля. Над старым зданием был воздвигнут дополнительный полуцилиндрический стеклянный купол, увеличивший высоту оперы почти вдвое.

### Площадь Луи Прадель
Площадь Луи Прадель (фр. Place Louis Pradel) расположена к северу от здания Оперы, примыкает к набережной Роны. Образовалась во второй половине 70-х годов при сносе квартала старых домов для строительства метрополитена (открыт в 1978). Представляет собой пешеходную площадь со ступенями, на которой установлено несколько современных скульптур. Площадь названа в честь Луи Праделя, на протяжении двух десятилетий бывшего мэром Лиона: с 1957 по 1976 год.

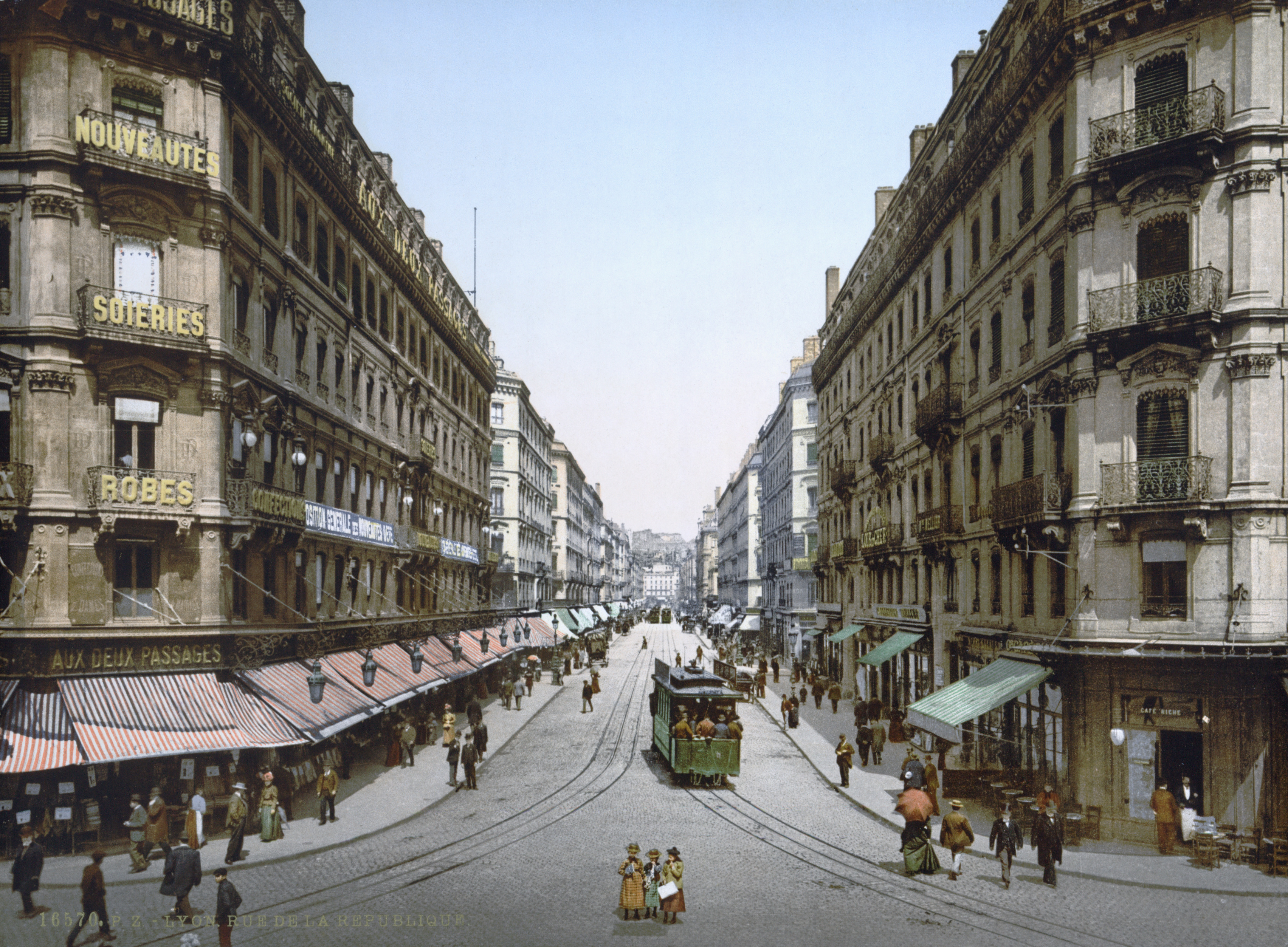
Улица Репюблик в начале XX века

### Улица Репюблик
Улица Репюблик (Республики, фр. rue de la République) — главная улица северной части Прескиля, прорезающая её с севера на юг. Разработка проекта происходила в 1841—1853 годах, строительство — во времена Второй империи, с 1854 по 1865 год. Лионским мэром Клодом-Мариюсом Вайссом были приняты меры, вошедшие в историю под именем османизации в честь другого французского градоначальника той же эпохи. При прокладке улицы были снесены 289 старых зданий, переселены 12 000 человек и введено в эксплуатацию 32 410 м2 жилой площади. Появилась широкая прямая улица с выстроенными в подобном стиле, но различающимися между собой богато украшенными 5—6-этажными домами с мансардами и обязательными торговыми помещениями на первом этаже. C 1970-х годов значительная часть улицы — пешеходная.

Дворец торговли в фильме братьев Люмьер (крайнее здание слева)

### Дворец торговли
Помимо прочих, на углу улицы Репюблик и площади Корделье в 1856—1861 годах было возведено здание Дворца торговли (фр. Palais du Commerce). В этом богато украшенном снаружи и изнутри здании длиной 64,5 метра и шириной 57,6 метров под одной крышей разместились разбросанные до этого по разным кварталам города коммерческие организации: Торговая палата, Арбитражный суд, Трудовой суд, Обменная компания, Компания производителей шёлка, Художественно-промышленный музей. Вплоть до 1934 года в здании размещалась штаб-квартира банка Креди Лионне. Помимо прочего, это здание стало известно тем, что было запечатлено в фильме братьев Люмьер «Площадь Корделье в Лионе», который был показан на первом публичном киносеансе 28 декабря 1895 года на бульваре Капуцинок в Париже.

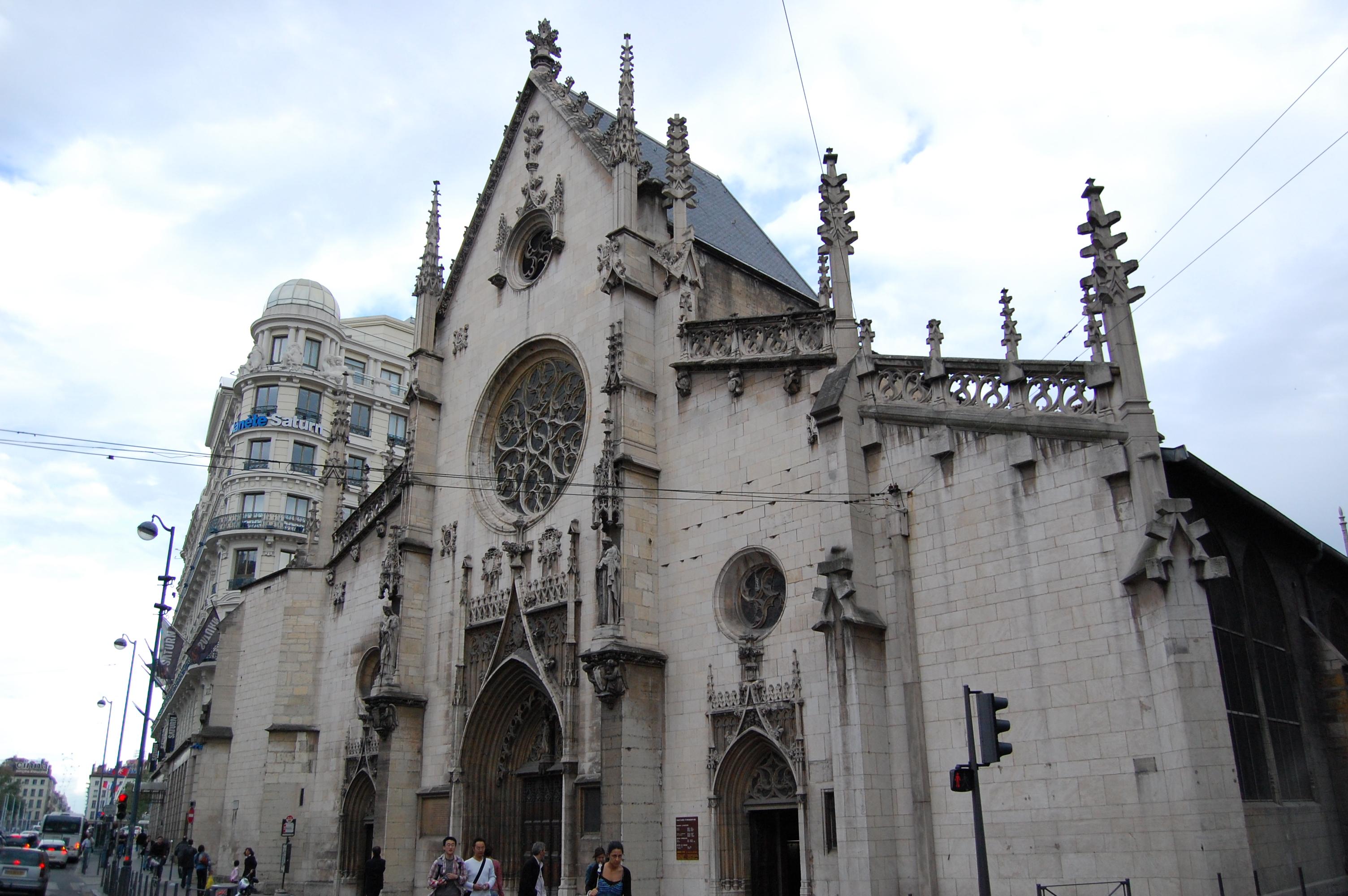
Церковь Св. Бонавентуры

### Церковь Святого Бонавентуры
На другой стороны площади Корделье от Дворца торговли расположена Церковь святого Бонавентуры (фр. Église Saint-Bonaventure). Эта церковь в оригинальном стиле с сильным влиянием готики, богато украшенная скульптурой и витражами, была впервые возведена в 1327 году монахами-францисканцами, владения которых занимали до Великой французской революции значительную часть Прескиля. Церковь неоднократно подвергалась разрушениям: особенно сильно в 1562 году во время религиозных войн и в 1796 году во Французской революции. Многократно перестраивалась: в последний раз в 1848 году при перестройке Прескиля.

### Музей книгопечатания
Музей книгопечатания и графической коммуникации (фр. Musée de l'Imprimerie et de la Communication Graphique) находится в историческом здании, известном под названием Отель-де-ла-Курон (Коронный дом) и построенном не позднее середины XV века. Первое упоминание о здании относится к 1493 году. На протяжении первого века своей истории он был жилым домом состоятельных купеческих семей Варе, Фе, Ту. В 1604 году дом выкуплен городом и вплоть до 1654 года здесь размещается мэрия. Затем на два века Коронный дом вновь становится жилым — вплоть до 1863 года, когда расположившийся неподалёку, в здании Дворца торговли банк Креди Лионне приобретает его для хранения своих архивов. В 1954 году здание во второй раз в его истории выкупается городом, который открывает в нём в 1963 году — к столетию банка Креди Лионне — Музей книгопечатания и банковского дела. На сегодняшний день музей, называющийся с 2014 года Музеем книгопечатания и графической коммуникации, занимает площадь в 1200 м2 и является одним из крупнейших в Европе музеев своего направления.

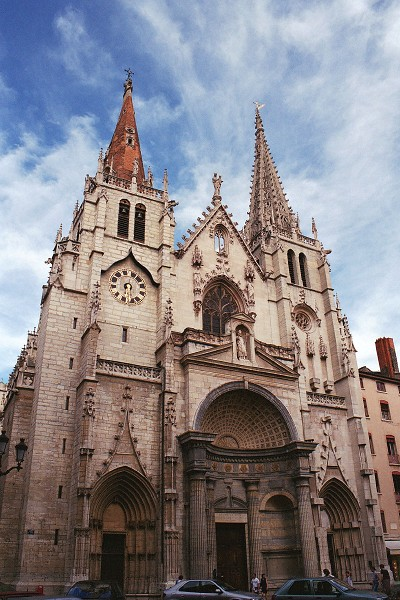
Церковь Св. Никиты Лионского

### Церковь Святого Никиты Лионского
Церковь святого Никиты Лионского (Сен-Низье) (фр. Église Saint-Nizier) — средневековая церковь в готическом стиле, возможно, построенная на месте раннехристианского святилища. Вероятно, именно об этом святилище пишет Григорий Турский, говоря о месте захоронения останков мучеников 177 года. В фундаменте церкви обнаружены могилы VI—VII веков, так что, возможно, на этом месте стояла основанная святым Евхерием Лионским церковь Святых апостолов и 48 мучеников (упоминается в IX веке Адоном Виенским). Церковь под современным названием встречается в письме епископа Лейдрада Карлу Великому (начало IX века). В 1306—1308 годах церковь становится центром Прескильского прихода. Начало строительства нынешнего здания относится к концу XIV века, однако точная дата неизвестна. Уже в 1450—1481 годах происходит масштабная перестройка церкви: возводится колокольня, неф, боковые капеллы. В 1538 году начинается строительство портала, однако в 1562 году, во время Религиозных войн, церковь сильно повреждена протестантами, восстановлена в 1578—1598 годах, однако некоторые строения (например, южная башня) будут достроены лишь в XIX веке. Во время осады Лиона войсками Конвента в 1793 году сильно пострадала от артиллерийского огня. Практически на протяжении всего XIX века идут строительные работы и работы по внутреннему украшению. Так, витражи будут закончены лишь в 1898 году. Уже в 1840 году здание классифицировано как исторический памятник.

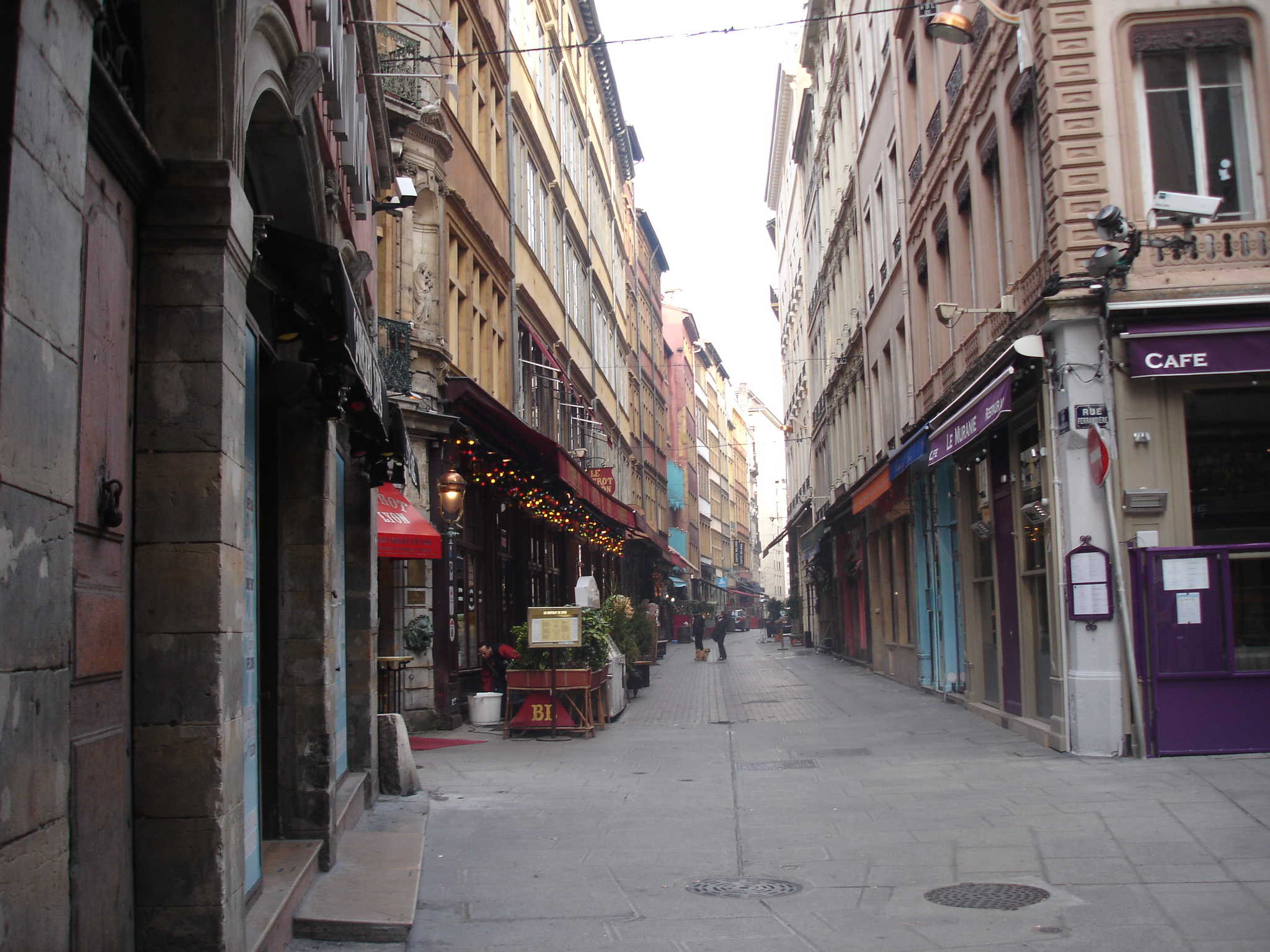
Улица Мерсьер

### Улица Мерсьер
Улица Мерсьер (фр. Rue Mercière) — старинная лионская улица, известная ещё с галло-римских времён. Первоначально шла с запада на восток, но в Средние века изменила направление и стала параллельна течению Соны. В XVI веке именно на этой улице расположил свою мастерскую лионский первопечатник Бартелеми Бюйе, а следом и его коллеги, благодаря чему на целые 100 лет Лион стал одним из центров европейского книгоиздания (наряду с Венецией и Парижем). К середине XVIII века узость улицы Мерсьер затрудняет исполнение ею транспортных функций, но лишь к 1850 году по соседству пробивают более просторную улицу Сантраль (сегодня — улица Брест). В результате многие коммерсанты покидают улицу Мерсьер и переезжают на улицу Сантраль, а потом и восточнее — на улицы Империаль (ныне Репюблик) и Императрис (ныне Президан Эдуар Эрио). Улица приходит в запустение, появляются многочисленные планы переустройства (фактически сноса) улицы: в 1909 году первый план не окончен, в 1925 году появляется другой, предусматривающий строительство нового квартала с 50-этажной башней в центре — он также не реализован. В 1960-х годах, когда репутация улицы Мерсьер окончательно портится — она заполнена злачными местами с проститутками — принимается окончательный план сноса улицы. Однако жители начинают протестовать и обращаются к министру культуры Андре Мальро, который добивается получения улицей и всем кварталом статуса охраняемых. Принимается план возрождения улицы Мерсьер, подобный тому, что ранее был подготовлен для Старого Лиона, что способствует её возрождению. Сейчас бо́льшая часть улицы — пешеходная, здесь расположились многочисленные ресторанчики. Сегодня путеводители называют улицу одним из центров лионской гастрономии.

### Отель-Дьё
Отель-Дьё (фр. Hôtel-Dieu) — основанная не позднее 1184 года больница на набережной Роны. Монументальный фасад нынешнего здания с куполом возведён в 1748—1778 годах по проекту Жака-Жермена Суффло. Отель-Дьё известен также тем, что в его стенах работал врачом Франсуа Рабле в пору написания им «Гаргантюа и Пантагрюэля». С 2011 года идут работы по переводу больницы в другие помещения и превращению зданий Отель-Дьё в гостиницу и выставочный комплекс.

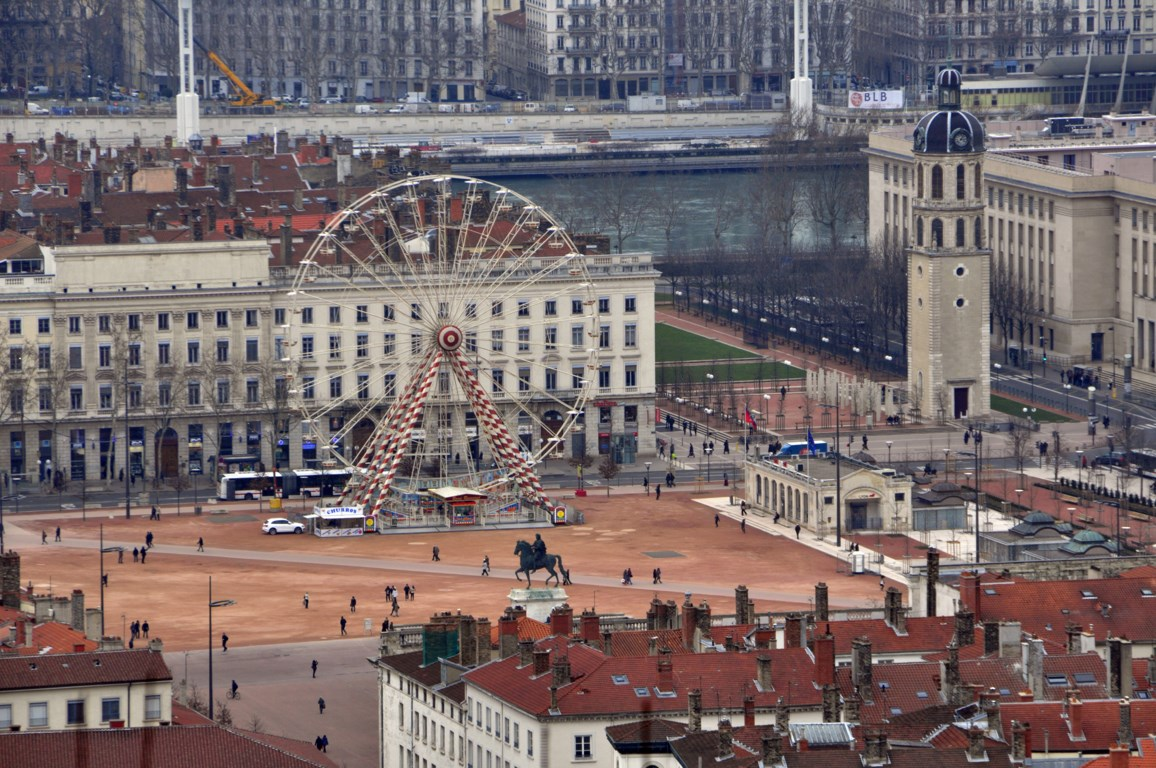
Площадь Белькур с памятником Людовику XIV, колесом обозрения и колокольней больницы Шарите

### Площадь Белькур
Площадь Белькур (фр. Place Bellecour) — крупнейшая площадь Лиона и четвёртая по величине площадь Франции (62 000 м2), крупнейшая площадь Европы без автомобильного движения (оно есть только по её периметру). Согласно указу Людовика XIV от 28 декабря 1658 года на пустовавших до того землях появилась в качестве королевской площади. Была застроена зданиями с фасадами, спроектированными придворным архитектором Робером де Котом. Первоначально называлась площадью Людовика Великого, в центре площади в 1713 году была воздвигнута бронзовая конная статуя Людовика XIV, выполненная Мартеном Дежарденом. Однако в 1793 году, во время Французской революции статуя была снята и переплавлена на «революционные пушки», а здания на площади разрушены в наказание за восстание лионцев против парижских властей. Позднее дома на площади были отстроены заново, а в 1825 году появился новый конный памятник Людовику, взамен разрушенного — на этот раз он был выполнен Франсуа-Фредериком Лемо. Площадь находится в самом центре Прескиля и Лиона: от неё исчисляются все расстояния и высоты (высота самой площади — 170 метров над уровнем моря). На ней сходятся также главные улицы Прескиля: Репюблик, Президан Эдуар Эрио, Виктор Гюго и другие.

### Больница Шарите
Между площадью Белькур и набережной Роны расположена площадь Антонен Понсе с возвышающейся почти посреди неё одинокой колокольней. Это всё, что осталось от существовавшей тут с XVII века больницы Шарите (фр. Hôpital de la Charité) — крупнейшей и старейшей после Отель-Дьё. Комплекс из нескольких зданий с внутренними дворами и крытыми двух-трёхъярусными галереями был возведён в 1616—1630 годах в качестве больницы для неимущих. К XIX веку превратился в крупнейшее лечебное учреждение в области охраны здоровья матери и ребёнка. Однако к началу XX века было решено, что старинное здание не соответствует современным медицинским и гигиеническим требованиям, и в 1934 году все здания, за исключением одной колокольни, были снесены.

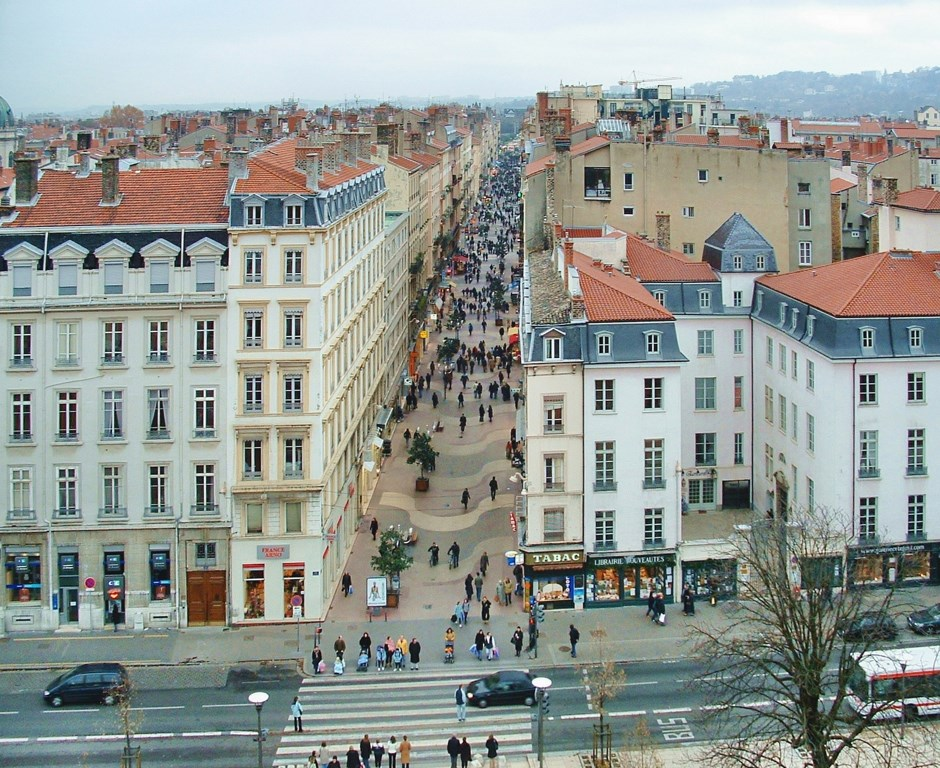
Улица Виктор Гюго со стороны площади Белькур

### Улица Виктор Юго
Улица Виктор Юго (rue Victor Hugo с фр. — «улица Виктора Гюго») — главная улица в южной части Прескиля. Построена в первой половине XIX века. Разные по архитектуре, но в едином стиле: торговое помещение на первом этаже, далее 3—5 богато украшенных жилых этажей с рядами балконов. В перспективе улицы на севере видна конная статуя Людовика XIV на площади Белькур, а на юге — площадь Карно и вокзал Перраш. В 1976 году из-за строительства первой очереди метрополитена улица была закрыта для движения на 2 года. Открывшись, она стала первой полностью пешеходной улицей во Франции.

### Площадь Ампер
Прямая, словно вычерченная по линейке улица Виктор Гюго прерывается лишь в одном месте — там, где находится площадь Ампер (фр. Place Ampère). Непосредственно к югу от нынешней площади до XVII века находилось место слияния Роны и Соны. Вокруг площади располагаются красивые дома XIX века, а в её центре — памятник физику и химику Андре-Мари Амперу и фонтан. От площади в сторону Соны отходит улица Бургела, где в доме № 19 в 1755 году открылась первая в мире ветеринарная школа. При рытье котлована для строительства станции метрополитена «Ампер — Виктор Гюго» в 1976 году под площадью был обнаружен хорошо сохранившийся фрагмент древнеримской мозаики II века. Когда-то он был частью располагавшегося здесь богатого имения. Эта мозаика украшает платформу станции в направлении Во-ан-Велен — Ла Суа. В 2014 году при строительстве лифта на станцию был обнаружен ещё один фрагмент мозаики.

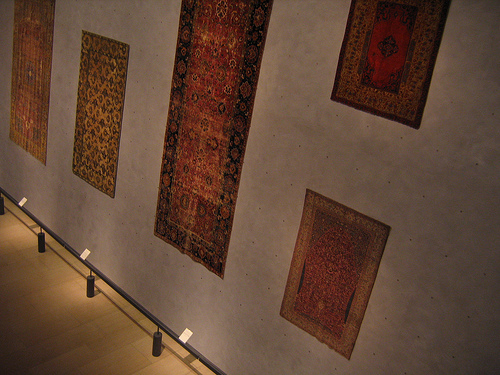
Выставка ковров в Музее тканей

### Музей тканей и декоративного искусства
Музей тканей и декоративного искусства (фр. Musée des tissus et des arts décoratifs) находится на улице Шарите, 34. Идея создания музея тканей появилась у группы лионских предпринимателей после посещения ими Всемирной выставки в Лондоне в 1851 году. Первоначально он открывается в 1864 году в здании Дворца торговли под названием Музей искусства и промышленности. В музейной коллекции были собраны как образцы тканей производства лионских ткачей, так и самые разные текстильные материалы 4500-летней истории. Музей декоративного искусства был создан независимо и открылся в 1925 году как частный музей. За прошедшие с момента его создания 25 лет в нём удалось собрать различные декоративные предметы со всего мира. В 1950 году два музея были объединены и с тех пор находятся по современному адресу.

### Церковь Святого Франциска Сальского
Между улицей Виктор Гюго, площадью Антонен Понсе и набережными Роны, на углу улиц Сала и Огюст Конт находится церковь Святого Франциска Сальского (фр. Église Saint-François de Sales). Церковь в стиле неоклассицизма была построена в 1807—1847 годах на месте существовавшей с 1690 года часовни Святой Марии Магдалины, при которой существовали две институции для падших женщин. В церкви находится орган 1880 года, классифицированный в 1977 году как исторический памятник.

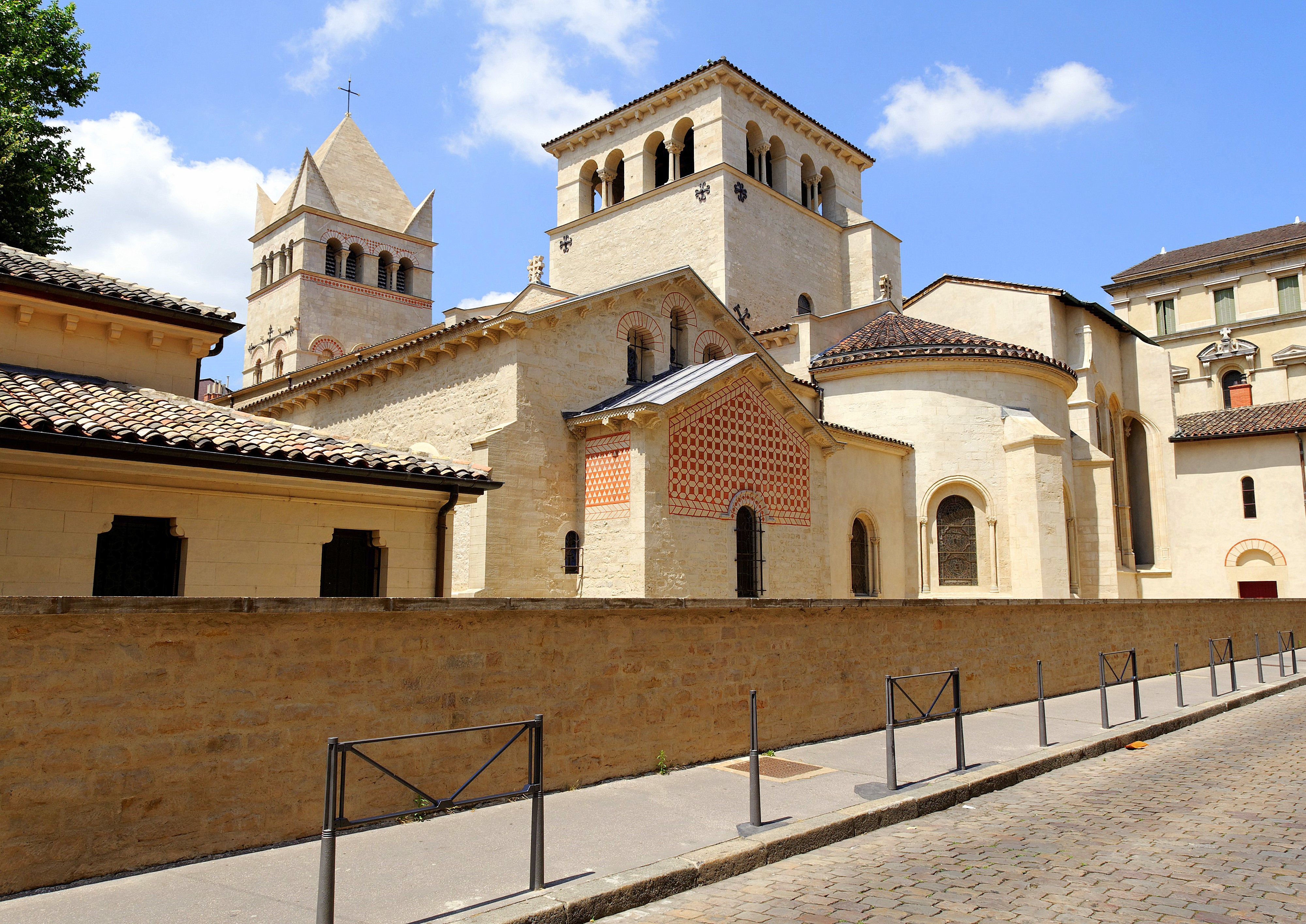
Базилика Святого Мартина в Эне

### Базилика Святого Мартина в Эне
Базилика Святого Мартина в Эне (фр. Basilique Saint-Martin d'Ainay) — одна из старейших лионских церквей. Длительное время считалось, что её основание относится к V веку, основываясь на одном из текстов Григория Турского. Сейчас это ставится под сомнение, но её чрезвычайная древность безусловна. Самой старой частью является капелла Святой Бландины — на её территории обнаружены захоронения эпохи Меровингов, восходящие к X, а возможно и к IX векам. В XIII веке аббатство Эне владеет 169 церквями и является одним из самых влиятельных во Франции. В 1600 году в аббатстве останавливается Генрих IV, приехавший в Лион сочетаться браком с Марией Медичи (однако само венчание проходит в Лионском кафедральном соборе). В XVI веке во время Религиозных войн аббатство сильно разрушено, с этого момента наступает его упадок. В XVII веке оно уже практически исчезает, церковь Святого Мартина превращается в приходскую. 13 июня 1905 года решением папы Пия X церковь возведена в ранг малой базилики. Сегодня базилика является единственной сохранившейся в Лионе церковью XI века в романском стиле.

### Музей Конфлюанс
Музей Конфлюанс («Слияний», фр. Musée des Confluences) — самый новый и современный музей Лиона, он открылся 20 декабря 2014 года. Музей расположен в крайней южной части Прескиля, в квартале Конфлюанс, который сейчас превращается в самый модный и современный квартал города. В этом музее объединены несколько коллекций, связанных с естественными науками и этнографией, — его называют также музеем науки и общества. Проект здания, в котором одним видится облако, а другим — кристалл, был разработан австрийским архитектурным бюро Coop Himmelb(l)au и вызывает полемику: кто-то считает его шедевром современной архитектуры, а кто-то откровенно недоволен.
| Внешние изображения | Внешние изображения                                                 |
| ------------------- | ------------------------------------------------------------------- |
|                     | Панорама 360º большого зала Отель-де виль                           |
|                     | Панорама 360º зала заседаний муниципального совета в Отель-де-вилле |
|                     | Панорама 360º садов дворца Сен-Пьер                                 |

| Внешние изображения | Внешние изображения                                     |
| ------------------- | ------------------------------------------------------- |
|                     | Панорама 360º интерьеров церкви Св. Бонавентуры         |
|                     | Панорама 360º интерьеров церкви Св. Никиты Лионского    |
|                     | Панорама 360º интерьеров базилики Святого Мартина в Эне |

## Транспорт

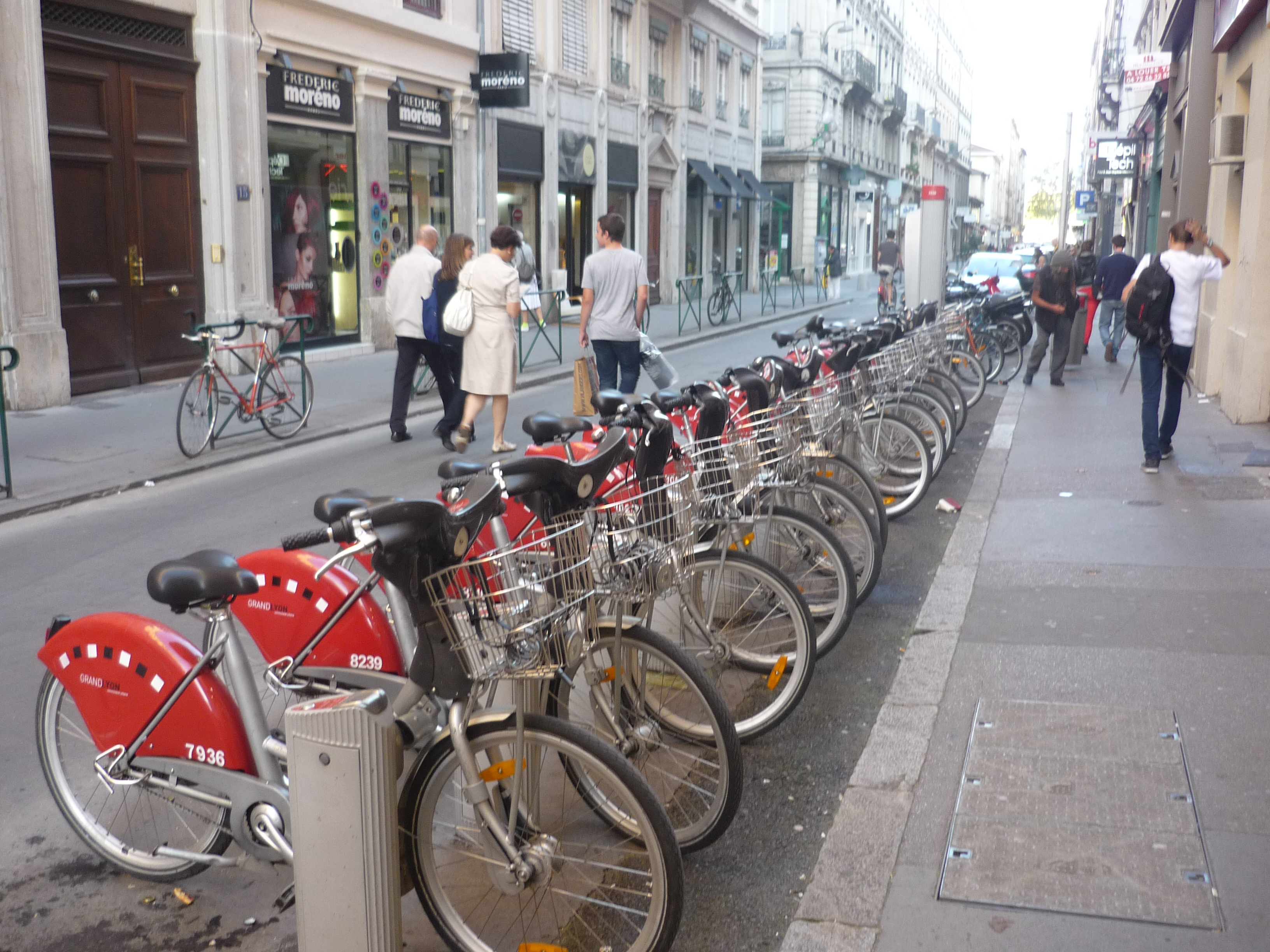
Станция велопроката на Прескиле

На Прескиле расположен Железнодорожный вокзал «Лион-Перраш», обслуживающий как местные линии (RER), так и междугородные (Intercités) и скоростные (TGV) поезда. Через Прескиль проходит скоростная автомагистраль Париж — Марсель, имеющая обозначение A6 в сторону Парижа, A7 в сторону Марселя.
Внутрирайонные транспортные перевозки осуществляются метро, трамваем, автобусом и троллейбусом:
- Вдоль значительной части Прескиля, с юга на север, проходит линия A метрополитена, здесь расположены станции: Перраш, Ампер — Виктор Гюго, Белькур, Корделье и Отель де Виль — Луи Прадель, после чего линия поворачивает на восток, пересекает Рону и идёт в сторону Гийотьера и Вилёрбана. На последней из перечисленных станций осуществляется также пересадка на линию C, которая идёт на север — в район Круа-Русс и далее в Калюир-э-Кюир. С запада на восток Прескиль также пересекается линией D с единственной на его территории пересадочной станцией Белькур.
- Южная часть района, где нет метро, обслуживается трамваем линии T1. У вокзала Перраш находится также конечная остановка линии трамвая T2.
- Район опутан густой сетью автобусов и троллейбусов.
- На территории Прескиля расположено большое количество пунктов велопроката[фр.] (среднее расстояние между станциями — 200 метров)[45].